# Кашмаші
Кашма́ші (рос. Кашмаши, чув. Кашмаш) — присілок у Чувашії Російської Федерації, у складі Сятракасинського сільського поселення Моргауського району.
Населення — 749 осіб (2010; 745 в 2002, 784 в 1979; 899 в 1939, 589 в 1926, 552 в 1906, 496 в 1858, 414 в 1795). Національний склад — чуваші, росіяни.

## Історія
Історичні назви — Хоракаси, Хоракова, Великі Хоракаси, Кашмаш. Утворився як околоток присілку Хоракаси (нині у складі присілку Кашмаші). До 1724 року селян мали статус ясачних, до 1866 року — державних, займались землеробством, тваринництвом, бондарством, виробництвом шерсті, взуття. 1896 року відкрито чотирикласне чоловіче земське училище, 1904 року — жіноче земське училище. 1931 року створено колгосп «Свобода». До 1920 року присілок перебував у складі Сюрбеївської волості Козьмодемьянського повіту, а до 1927 року — у складі Чебоксарського повіту. 1927 року присілок переданий до складу Татаркасинського, 1939 року — до складу Сундирського, 1944 року — до складу Моргауського, 1959 року — повернуто до складу Сундирського, 1962 року — до складу Чебоксарського, 1964 року — повернутий до складу Моргауського району.

## Господарство
У присілку діють школа, фельдшерсько-акушерський пункт, клуб, бібліотека, стадіон, племзавод «Свобода», 2 магазини.